# Kolindsund
Kolindsund er en tørlagt sø på Djursland med en længde på ca. 25 kilometer, hvoraf de lavestliggende dele er 2 meter under havets normalvandstand og undertiden oversvømmes af nedbør. Sundet havde i stenalderen forbindelse fra Grenaa via Pindstrup og Allingåbro til Randers Fjord og Hevring Bugt. Det nordøstlige Djursland var da en ø i stenalderhavet. Vandet i Kolindsund var dengang saltvand. Efter vikingetiden tilsandede fjordmundingen, og Kolindsund blev til en lavvandet sø. Vanddybden har formentlig kun været et par meter, og der har været mulighed for store rørskove på det lave vand.
Kolind ligger for enden af det tørlagte Kolindsund, hvor Ryom Å og Mårup Å løber ud i den smalle kanal. Byen nævnes første gang 1416 som "Kollingh" og har givet navn til sundet.

## Tørlægningen
Fra ca. 1872 til 1880 gennemførtes projektet med tørlægningen af Kolindsund. I marts 1872 blev der dannet et aktieselskab med hovedsæde i København. Aktieselskabet forestod selve anlægsarbejdet, som påbegyndtes i maj måned 1872. Landkanalerne og Gren Åen blev gravet ud med hakke, skovl og trillebør i perioden 1872-73, og søen blev tømt for vand i sommeren 1874. Arbejdet skred godt frem og så tidligt som den 3. maj 1874 gik pumperne i gang ved de nyopførte anlæg, og vandet sank 1,3 cm om dagen. I 1877 var det meste af arealerne tilsået med græsfrø. Herved blev ca. 2.800 ha (28 km²) særdeles frugtbar landbrugsjord indvundet og tørlagt. De indvundne arealer blev opdelt i fenner på 6 tdr. land (3,3 ha).
I perioden fra 1880 og de følgende år opførte Aktieselskabet en række gårde i Kolindsund og ansatte bestyrere til af forestå driften. I 1921 blev jorden og gårdene, der hørte ind under Aktieselskabet solgt til private ejere. Ændringen af ejerforholdene kom til at betyde meget for dyrkningsforholdene, idet de nye ejere satte ind på dyrkning af andre afgrøder. Kendetegnet for ejendommene i Kolindsund er at de siden tørlægningen er blevet drevet som "rene" planteavlsbrug (uden husdyrhold). I dag er Kolindsund et fortsat meget frugtbart landbrugsområde med lavt kulstofindhold, hvor der dyrkes korn- og frøafgrøder.
I 1930'erne var kanaler, diger, pumpestationer m.v. efterhånden blevet forældede; samtidig var Lodsejerlagets organisation ikke tidssvarende. Landmændene i Kolindsund henvendte sig derfor til Folketinget, der efterfølgende vedtog en særlov om Kolindsund; Lov nr. 139 af 2. maj 1934.

## Afvandingsmetode
Kolindsund bliver afvandet af kanalerne Nordkanalen og Sydkanalen med udløb til Kattegat ved Grenaa. De to randkanaler optager de vandløb, der ellers ville løbe ud i området. En tredje kanal, Midterkanalen, afvander selve sundet og bliver via to pumpestationer pumpet op i Nordkanalen, hvor vandstanden ved Fannerup ofte er 0,5—1,3 meter, men nogle gange 1,6—1,9 meter (DVR90). Sydkanalen har en lille moderne pumpestation.
Pumpehøjden er omkring 5 meter, og mængden er et par kubikmeter i sekundet per pumpe. Pumpestationerne ligger i landsbyerne Fannerup, Enslev og Alleslev. Kolindsund ligger ned til 2 meter under havets overflade, og det er nødvendigt med kontinuerlig pumpning. Ved projekteringen i sidste halvdel af 1800-tallet blev pumpekapaciteten forudberegnet ud fra den gennemsnitlige regnmængde, der falder på det afvandede areal. Det viste sig dog, at behovet for udpumpning var dobbelt så stort, noget der gav problemer med pumpekapaciteten fra de dampmaskindrevne pumper. Det betød, at store dele af sundet i de første årtier var for sumpet til at dyrke kornafgrøder. Problemet er dels, at grundvandet fra højere liggende randbakker og marker løber ind under Nord- og Sydkanalen og ud i sundet. Vandet kunne dukke op på markerne i sundet som kildevæld. Disse væld kunne opstå spontant og danne lokale sumpe, der har voldt landbruget en del bryderier gennem årene. De fleste kildevæld er i dag rørlagt og ført ud i Midterkanalen. Et andet problem er at op mod halvdelen af vandet i kanalerne strømmer tilbage til Kolindsund som karstisk strømning gennem kalk-undergrunden.

## Gendannelse
Foreningen Kolindsunds Venner har siden 1999 arbejdet for at få søen Kolindsund gendannet og få området omdannet til et rekreativt område. Nord- og Syddjurs Kommuner har besluttet, at udarbejde et idékatalog for udviklingen af området. Hvis planerne gennemføres, vil Kolindsund være Jyllands arealmæssigt største sø (før Mossø og Stadil Fjord) og Danmarks næststørste (efter Arresø).
- Birkenæs i Kolindsund set fra nordlige randbakker ved Sivested
- Kolindsund set fra Randbakker ved Skiffard
- Karakteristiske randbakker ned for Skiffard
- Nordkanalen i Kolindsund ved Sivested